# Classe Queen Elizabeth (couraçados)
A Classe Queen Elizabeth foi uma classe de couraçados operada pela Marinha Real Britânica, composta pelo HMS Queen Elizabeth, HMS Warspite, HMS Valiant, HMS Barham e HMS Malaya. Suas construções começaram em 1912 e 1913, sendo lançados ao mar entre 1913 e 1915 e comissionados na frota britânica de 1914 a 1916. Pouco se sabe sobre o desenvolvimento da classe pois muitos de seus registros se perderam, mas boa parte das decisões foram tomadas por Winston Churchill, o Primeiro Lorde do Almirantado,  que desejava navios rápidos o bastante para poderem defender a linha de batalha britânica dos cruzadores de batalha da Marinha Imperial Alemã.
Os couraçados da Classe Queen Elizabeth, em suas configurações originais, eram armados com uma bateria principal composta por oito canhões de 381 milímetros montados em quatro torres de artilharia duplas. Tinham um comprimento de fora a fora de 196 metros, boca de 27 metros, calado de dez metros e um deslocamento carregado de mais de 33 mil toneladas. Seus sistemas de propulsão eram compostos por 24 caldeiras a óleo combustível que alimentavam dois conjuntos de turbinas a vapor, que por sua vez giravam quatro hélices até uma velocidade máxima de 24 nós (44 quilômetros por hora). Os navios também tinham um cinturão de blindagem de até 330 milímetros de espessura.
Os navios entraram em serviço na Primeira Guerra Mundial e foram designados para servir na Grande Frota, participando de operações de busca e patrulha a fim de conter a Frota de Alto-Mar alemã. Todos com exceção do Queen Elizabeth participaram da Batalha da Jutlândia em meados de 1916. Após a guerra eles foram designados para servirem em casa, no Oceano Atlântico e no Mar Mediterrâneo. O Queen Elizabeth, Warspite e Valiant foram reconstruídos e modernizados na década de 1930, tendo seus maquinários, armamentos e equipamentos amplamente reformulados. O início da Segunda Guerra Mundial em 1939 impediu que o Barham e o Malaya passassem pelo mesmo processo.
Os cinco atuaram principalmente no Mediterrâneo nos primeiros anos da Segunda Guerra, servindo de escolta para comboios e atuando contra Marinha Real Italiana. O Barham foi afundado em novembro de 1941 depois de ser torpedeado por um submarino alemão, enquanto o Malaya foi tirado de serviço em 1943. O Queen Elizabeth e o Valiant depois do Mediterrâneo atuaram na Frota do Oriente no Oceano Índico em ações contra forças japonesas, enquanto o Warspite deu suporte para os Desembarques da Normandia. Os quatro navios sobreviventes foram descomissionados após o fim da guerra e mantidos por mais alguns anos até serem desmontados no final da década de 1940.